# De Munte
De Munte is een buurtschap in de gemeente Sluis, in de Nederlandse provincie Zeeland. De buurtschap, in de regio Zeeuws-Vlaanderen, is gelegen aan "De Munte" ten westen van Klein-Brabant. De buurtschap bestaat uit een paar boerderijen. Vroeger lag er bij de buurtschap een fort: fort De Munte. Naar dit fort is de buurtschap genoemd. Ten zuiden van de buurtschap ligt De Keizer.

## Het fort
Fort De Munte was een onderdeel van de Passageule-Linie. Het fort werd in 1604 door de "Nederlanders" aangelegd. Voor het fort lag van oorsprong een kreek. Deze kreek diende als verdediging voor het fort, zoals kastelen een gracht gebruikten. Toen de kreek een paar jaar later verzandde werd er een kanaal aangelegd. De Fransen slaagden in 1747 er toch in om de linie met het fort te veroveren.
In het landschap zijn de contouren van het fort en de voormalige gracht nog te herkennen. Op het voormalige middenterrein staat nu een boerderij.